# Lütfi
Lütfi (* 1833 in Kaiseria; † 1898 in Kairo; eigentlicher Name Hovhannes Balıkçıyan) war ein armenischer Lyriker und Journalist, der in türkischer Sprache schrieb. Seine Werke wurden allesamt in armenischer Schrift und türkischer Sprache gedruckt. 
Er arbeitete am Handelsgericht von Kaiseria, ließ sich in Konstantinopel nieder und war dort als Anwalt tätig. 1882–1885 gab er die illustrierte Wochenzeitschrift Felek (dt. Weltall) in türkischer Sprache und armenischer Schrift heraus. In Kairo war er Herausgeber der Zeitung Majak.  

## Werke
- Karnik, Gülünya ve Dikran’ın Dehşetlu Vefatleri Hikâyesi, 1863
- Kayseriye’nin Atik Kocabaşlığı, 1883
- Saadet-i İnsaniye, 1883
- Kavâid-i Nakl-i Hurûf, 1884

| Personendaten    | Personendaten                      |
| ---------------- | ---------------------------------- |
| NAME             | Lütfi                              |
| ALTERNATIVNAMEN  | Balıkçıyan, Hovhannes              |
| KURZBESCHREIBUNG | armenischer Dichter und Journalist |
| GEBURTSDATUM     | 1833                               |
| GEBURTSORT       | Kaisareia                          |
| STERBEDATUM      | 1898                               |
| STERBEORT        | Kairo                              |